# Charles II de Croÿ
Charles II de Croÿ (31 luglio 1522 – Quiévrain, 24 giugno 1551) fu signore di Croÿ, II duca di Aarschot, III principe di Chimay e III conte di Beaumont.
Era il figlio maggiore di Philippe II de Croÿ, duca di Aarschot, ed Anne de Croÿ, principessa di Chimay.
Ereditò dopo la morte di sua madre nel 1539 il Principato di Chimay e dopo la morte di suo padre nel 1549 il Ducato di Aarschot, unendo quindi per la prima volta i due titoli maggiori del Casato di Croÿ.
Sposò nel 1541 Luisa di Lorena (1521–1542), figlia di Claudio, Duca di Guisa and Antonietta di Borbone, e sorella minore di Maria di Guisa, che sposò Re Giacomo V di Scozia.
In altre parole, Maria, Regina di Scozia era nipote di sua moglie.
Dopo la prematura morte di Luisa, si risposò nel 1549 con Antonietta di Borgogna (1529–1588), sorella di Massimiliano II di Borgogna, che era sposatp con sua sorella Louise de Croÿ (1524–1585).
Charles de Croÿ fu assassinato nel 1551 a Quiévrain. Poiché non aveva figli, tutti i suoi titoli e possedimenti andarono a suo fratello minore Philippe III de Croÿ. La sua vedova si sposò in seguito con Jacques d'Anneux, Seigneur d‘Aubencourt.